# 304
| [ Edytuj tabelę ] |                                          |
| Król Armenii      | - 287 Tiridates III 330                  |
| Cesarz Chin       | - 290 Jin Huidi 307                      |
| Władca Korei      | - 300 Mich’ŏn 331                        |
| Papież            | - 296 Marcelin 304                       |
| Król Persji       | - 302 Hormizdas II 309                   |
| Cesarz Rzymu      | - 284 Dioklecjan 305 - 286 Maksymian 305 |

Rok 304 / CCCIV
stulecia: III wiek ~
IV wiek ~
V wiek

lata: 294 «
299 «
300 «
301 «
302 «
303 «
304
» 305
» 306
» 307
» 308
» 309
» 314

## Wydarzenia
Azja
- Liu Yuan stanął na czele rebelii Xiongnu i założył państwo Han Zhao.
- Początek okresu największego rozbicia dzielnicowego w Chinach, znanego jako Szesnaście Królestw.
- Król Bunseo z Baekje najechał komanderię Lelang. W odwecie rządca komanderii nasłał zamachowców, którzy zabili Bunseo. Biryu jego następcą.

Cesarstwo Rzymskie
- Po wydaniu edyktów Dioklecjana zginęło około 3000 chrześcijan[1].

## Zmarli
- 22 stycznia – Wincenty z Saragossy, męczennik chrześcijański.
- 4 maja – Florian, męczennik (ur. ~250).
- 11 maja – Irena z Tesaloniki, męczennica chrześcijańska.
- 2 czerwca – Marcelin i Piotr, męczennicy.
- 22 czerwca – Alban z Anglii, męczennik.
- 12 sierpnia – Eupliusz, diakon i męczennik.
- 16 września – Eufemia z Chalcedonu, męczennica.
- 26 września – Cyprian z Antiochii, biskup i męczennik.
- 7 października – Justyna z Padwy, męczennica.
- 25 października – Marcelin, papież.
- 5 grudnia – Kryspina z Numidii, męczennica.
- 10 grudnia – Eulalia z Méridy, męczennica (ur. ~292).
- 13 grudnia – Łucja z Syrakuz, męczennica (ur. ~281).

- Afra z Augsburga, męczennica.
- Anastazja z Dalmacji, męczennica.
- Bunseo, król Baekje.
- Domnion, biskup i męczennik.
- Emerencjana, męczennica.
- Febronia z Nisibis, męczennica.
- Feliks z Sewilli, diakon i męczennik.
- Firmina z Amelii, męczennica.
- Hilaria z Augsburga, męczennica.
- Nabor i Feliks, męczennicy.
- Ireneusz z Sirmium, biskup i męczennik.
- Kasjan z Imoli, męczennik.
- Leokadia z Toledo, męczennica.
- Męczennicy z Abiteny.
- Pankracy, męczennik.
- Restytuta, męczennica.
- Wiktoryn z Patawii, biskup (ur. ok. 230).
- Wit, męczennik.